# NGC 6563
NGC 6563 је планетарна маглина у сазвежђу Стрелац која се налази на NGC листи објеката дубоког неба.
Деклинација објекта је - 33° 52' 4" а ректасцензија 18h 12m 2,6s. Привидна величина (магнитуда) објекта NGC 6563 износи 11,0 а фотографска магнитуда 13,8. NGC 6563 је још познат и под ознакама PK 358-7.1, ESO 394-PN33, CS=18.3.